# Pulveria
Pulveria is een monotypisch geslacht van schimmels dat behoort tot de familie Xylariaceae. Het bevat alleen Pulveria porrecta.